# Ilha Rishiri
A ilha Rishiri (利尻島, Rishiri-tō) é uma ilha no Mar do Japão, localizada na costa de Hokkaido, Japão. Administrativamente, a ilha faz parte da Prefeitura de Hokkaido, e é dividida entre duas cidades, Rishiri e Rishirifuji. A ilha é formada pelo pico do cone vulcânico extinto do Monte Rishiri. Junto com a Ilha Rebun e a zona costeira da Planície de Sarobetsu, a ilha Rishiri forma o Parque Nacional de Rishiri-Rebun-Sarobetsu. As principais indústrias de Rishiri são o turismo e a pesca. A ilha tem cerca de 63 km de circunferência e cobre aproximadamente 183 km2. De acordo com um censo realizado em 2013, as duas cidades de Rishiri somam uma população de 5102 habitantes.

## Etimologia
O nome dado à ilha Rishiri é proveniente do idioma ainu, etnia que tem sua maior concentração populacional na ilha de Hokkaido, e significa "ilha alta", ou "ilha com um pico alto". Esse nome é uma referência à altura do Monte Rishiri, que se localiza no centro da ilha e se projeta para além do nível do mar.

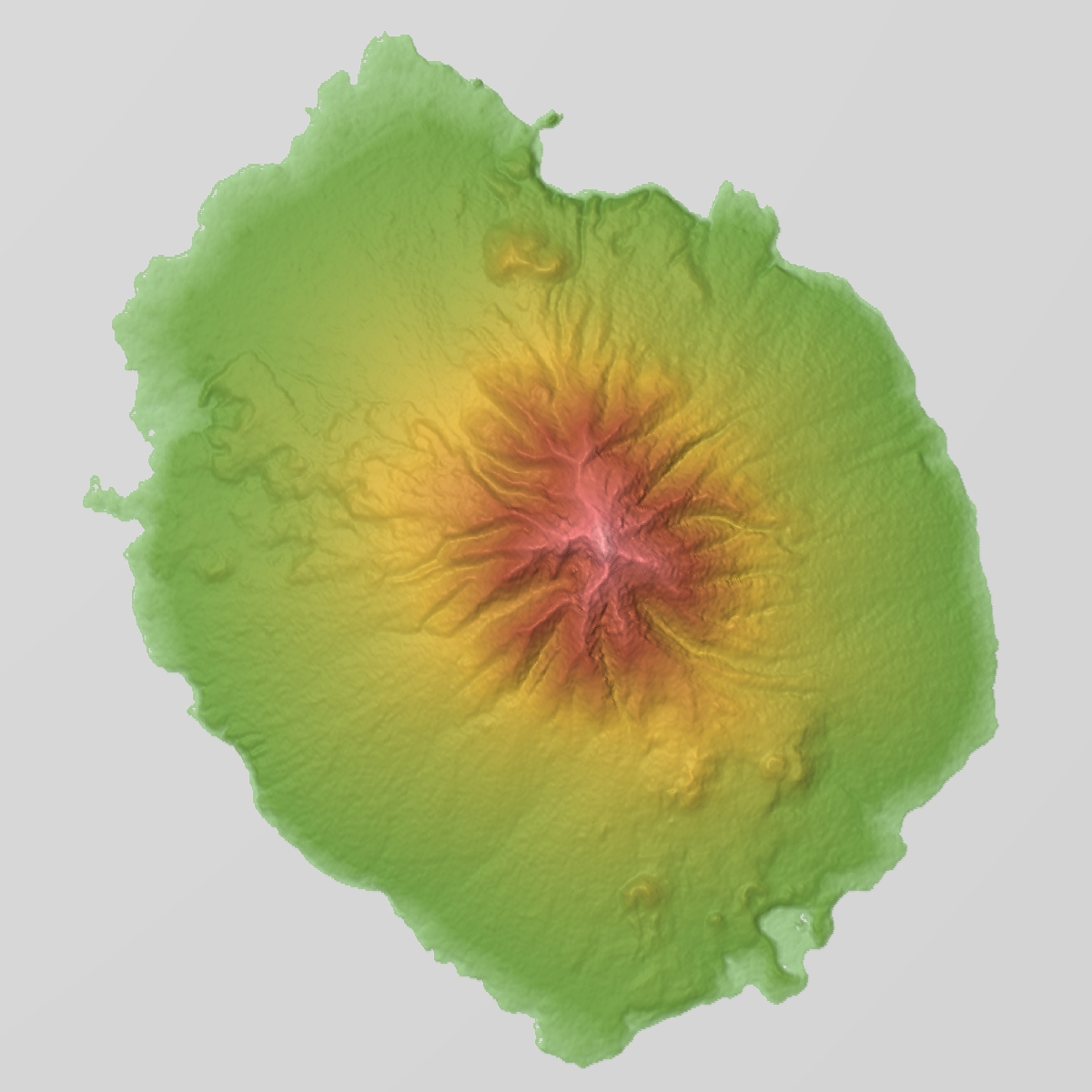
Mapa em relevo

## Geografia
A ilha Rishiri está localizada a cerca de 20 km a oeste da ilha Hokkaido; já a ilha Rebun, a mais próxima, está a mais dez quilômetros na direção noroeste. Rishiri tem um formato aproximadamente circular, com um litoral de 63 quilômetros de comprimento. A ilha tem um total de 19 quilômetros de comprimento, da direção norte a sul, e 14 quilômetros de leste a oeste. O Monte Rishiri se eleva a uma altitude de 1721 metros acima da ilha; ele é uma boa fonte de água doce, a principal da ilha, com inúmeras pequenas lagoas e nascentes localizadas no sopé da montanha.
Os moradores da ilha Rishiri vivem na região costeira da área, já que a zona central de Rishiri é majoritariamente tomada pelo relevo do Monte Rishiri. As aglomerações do litoral são todas conectadas por serviços de ônibus, que circulam por todo o comprimento da ilha.